# 帕西菲卡 (加利福尼亚州)
帕西菲卡，是美国加利福尼亚州圣马特奥县下属的一个城市。于1957年11月22日建市。城市面积约为32.8平方公里，根据2010年美国人口普查，该市有人口37,234人。
聖馬刁縣立圖書館经营柏斯菲卡-桑契斯圖書館（Pacifica-Sanchez Library）和柏斯菲卡-夏普帕克圖書館（Pacifica-Sharp Park Library）。